# Babani
La Maison Babani est une Maison parisienne de mode, de parfum et de décoration fondée par Vitali Babani en 1894, spécialisée dans les importations d'objets et de vêtements d'Orient.  
Les différents magasins de la maison Babani se trouvaient sur le boulevard Haussmann (au no 93, 98 et 98 bis) et au no 65 rue d'Anjou. Vitali Babani travaille en collaboration avec son épouse, et en 1920, la presse américaine présente les créations de la Maison comme étant celles de Monsieur et Madame Babani (madame Babani étant même désignée comme « l'âme de la maison »). 
La Maison Babani a probablement du fermer à partir d'octobre 1940 (du fait des premières lois anti-juives mises en place, par Pétain, à cette date), et une vente aux enchères des magasins aura lieu l'année suivante, en octobre 1941.

## Une Maison spécialisée dans les robes et déshabillés d'inspiration orientale
Située au 98, boulevard Haussmann, le magasin Babani est spécialisée dans les créations de robes et de déshabillés exotiques et propose à la vente dans les années 1910 et 1920 en plus de ses propres modèles, les créations de Fortuny et les tissus de Liberty. La maison s'impose notamment pour la création de robes japonaises dont la presse françaises vante les mérites en 1905. La maison Babani dispose alors d'ateliers à l'étranger et notamment à Kyoto. Dans les années 1920, la maison reste célèbre pour ses kimonos. Les factures de la maison affichent alors les spécialités suivantes : Kimonos, Etoffes, Robes d'Orient. Babani présentent ainsi dans ses publicités des années 1920 ses créations comme « inspirées de tous les Orients » mais « parisianisées » et conçues avec « des matériaux d'origine ». 

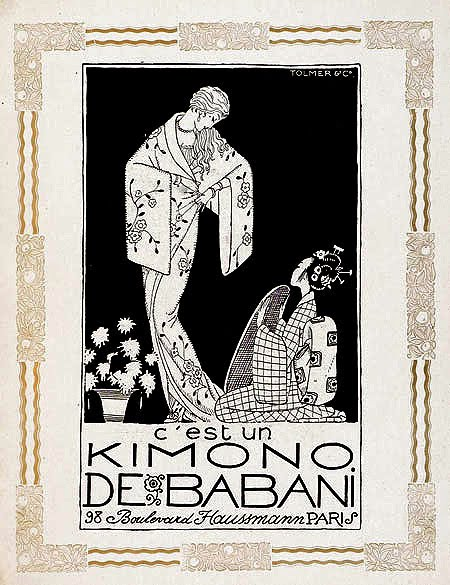
Publicité Babani pour ses kimonos.

Les activités relatives à la mode sont dirigées par Vivaldi Babani puis par Maurice Babani. 
Les personnalités suivantes figurent parmi les clientes de la maison : La Comtesse Greffulhe, Eleonora Duse, Joaquin Sorolla, Eleonora Sears ou encore Katharine Hepburn,,,,.

## Une Maison de parfums
La maison de parfums Babani est située au 98 bis boulevard Haussmann. Bien que la maison de parfum soit formellement constituée en 1919, la maison Babani distribue déjà des parfums avant la guerre. Les premiers parfums sont déjà inspirés des parfums d'orient et la verrerie orientale. La maison Babani est ainsi considérée comme la seconde maison de couture à s'être lancée dans la parfumerie après le précurseur Paul Poiret et ses parfums de Rosine. À partir de 1919, les parfums sont présentées par la maison Babani comme des "Parfums inconnus d'Orient et d'extrême Orient". Parmi ceux-ci, on trouve notamment en 1920 : 
- Ambre de Delhi, parfum hindou
- Rose Gullistan, parfum persan
- Saigon, parfum chinois
- Shogum, parfum japonais
- Jasmin, parfum coréen
- Yasmak, parfum syrien

Les Babani créront  également les parfums Ligéia, Fleurs d'Annam, Daimo, Œillet, Ming, Afghani, Abdulla, Sousouki, etc.  
La Maison mettra en place un partenariat avec l'Américaine Elizabeth Arden pour la diffusion des parfums Babani aux États-Unis.

## Une Maison de décoration
Le magasin de décoration de la maison Babani était situé au 93 boulevard Haussmann et était placé, dans les années 1920, sous la direction de leur fils, Maurice Babani.  